# نظریه بنگاه

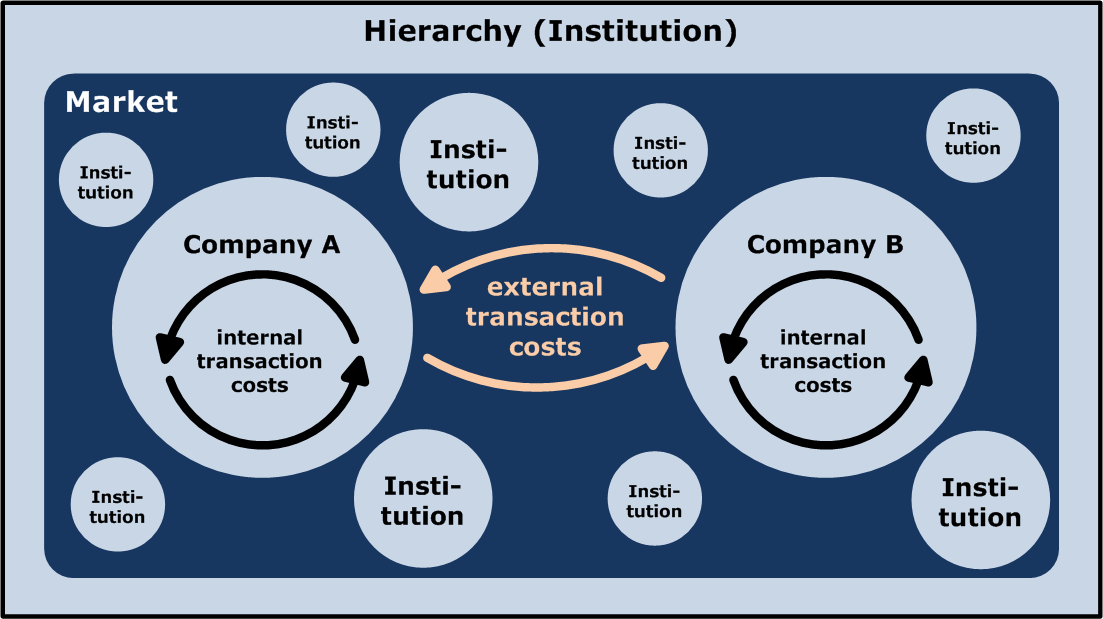
این مدل نهادها و بازار را به عنوان شکل ممکنی از سازمان برای هماهنگ‌کردن معاملات اقتصادی نشان می‌دهد. زمانی که هزینه‌های تراکنش خارجی بیشتر از هزینه‌های تراکنش داخلی باشد، شرکت رشد خواهد کرد. اگر هزینه‌های تراکنش خارجی کمتر از هزینه‌های تراکنش داخلی باشد، برای مثال، شرکت با برون سپاری کوچک می‌شود.

نظریه بنگاه (به انگلیسی:theory of the firm) شامل تعدادی نظریه اقتصادی است که ماهیت بنگاه، شرکت یا کورپوریشن را توضیح و پیش‌بینی می‌کند و شامل موجودیت بنگاه، رفتار بنگاه، ساختار بنگاه و رابطه بنگاه با بازار می‌شود. بنگاه‌ها محرک‌های کلیدی در اقتصاد هستند و کالاها و خدمات را در ازای پرداخت‌های پولی و پاداش ارائه می‌کنند. ساختار سازمانی، انگیزه‌ها، بهره‌وری کارکنان و اطلاعات همگی بر عملکرد موفقیت‌آمیز یک بنگاه در اقتصاد و درون خود بنگاه تأثیر می‌گذارد. نظریه‌های اصلی اقتصادی مانند نظریه هزینه تراکنش، اقتصاد مدیریتی و نظریه رفتاری شرکت امکان تحلیل عمیق در انواع مختلف بنگاه و مدیریت را فراهم می‌کند.

## بررسی اجمالی
به‌طور کلی، نظریه بنگاه به دنبال پاسخ به این سؤالات است:
- وجود داشتن. چرا بنگاه‌ها به وجود می‌آیند؟ چرا همه معاملات در اقتصاد از طریق بازار انجام نمی‌شود؟
- مرزها. چرا مرز میان بنگاه‌ها و بازار در رابطه با اندازه و تنوع محصول بدین صورت وجود دارد؟ کدام معاملات به صورت داخلی انجام می‌شود و کدام معامله در بازار انجام می‌شود؟
- سازمان. چرا ساختار بنگاه‌ها به گونه ای خاص است، به عنوان مثال به عنوان سلسله مراتبی یا عدم تمرکز؟ رابطه متقابل روابط رسمی و غیررسمی چیست؟
- ناهمگونی اقدامات/عملکردهای بنگاه. چه چیزی باعث اعمال و عملکرد متفاوت بنگاه‌ها می‌شود؟
- شواهد و مدارک. چه آزمون‌هایی برای تئوری‌های مربوطه بنگاه وجود دارد؟[۳]